# K-9 Mail
K-9 Mail ist ein freies E-Mail-Programm für das mobile Betriebssystem Android. Die Software steht unter der Apache-Lizenz und ist unter anderem über den Google Play Store, über F-Droid und über die offizielle Website als App verfügbar.
Am 13. Juni 2022 wurde im Blog der App veröffentlicht, dass das „K-9 Mail“-Projekt als mobile App im Mozilla-Thunderbird-Projekt aufgehen wird. Der Hauptentwickler wird zudem fest angestellt, um die Weiterentwicklung zu sichern. Eine Verbindung mit der Desktop-App soll über ein Mozilla-Konto möglich werden.

## Funktionen
K-9 Mail unterstützt das Abrufen von E-Mails per POP3 und IMAP von mehreren E-Mail-Konten. Bei der Benutzung von IMAP lässt sich pro E-Mail-Ordner einstellen, ob Push-Mail verwendet werden soll. Außerdem wird Microsoft Exchange 2003/2007 unterstützt. Bis zur Versionen 5.800 wurde auch WebDAV unterstützt.
Die Verschlüsselung von E-Mails nach dem OpenPGP-Standard ist möglich, wenn Software wie OpenKeychain installiert ist. Das Aussehen der Benutzeroberfläche lässt sich durch Themes anpassen; standardmäßig stehen „hell“ und „dunkel“ zur Auswahl. Das Layout der Benutzeroberfläche passt sich automatisch an die Bildschirmgröße an.
2018 förderte der Open Technology Fund das Projekt mit 86.000 $.

## Rezeption
K-9 Mail wurde zwischen fünf und zehn Millionen Mal aus dem Play Store heruntergeladen und erhielt mehr als 90.000 Bewertungen (Stand Juli 2021). Das Programm wurde in der Computerwoche im Jahr 2013 als die beste Alternative zum vorinstallierten E-Mail-Programm bezeichnet.

## Ableger
Das kommerzielle E-Mail-Programm K-10 Mail basiert auf K-9 Mail, wurde aber seit März 2014 nicht mehr aktualisiert.

## Name
Name und Logo des Programms wurden vom gleichnamigen Roboter aus der britischen Science-Fiction-Serie Doctor Who übernommen.